# Commission interaméricaine des droits de l'homme
La Commission interaméricaine des droits de l'homme (CIDH) est l'un des deux organismes de protection des droits de l'homme de l'Organisation des États américains (OEA), l'autre étant la Cour interaméricaine des droits de l'homme. Son siège est à Washington. Créée en 1959, elle est composée de sept membres, élus à titre personnel par l'Assemblée générale de l'OEA, et non en tant que représentant d'un État en particulier (art. 36 de la Convention américaine relative aux droits de l'homme). Ce sont « des personnes jouissant d'une haute autorité morale et possédant une compétence reconnue en matière de droits de l'homme. » (art. 34). La CIDH sert notamment d'organe consultatif en matière des droits de l'homme pour l'OEA, mais recueille aussi des pétitions, première étape vers un dépôt de plainte devant la Cour interaméricaine des droits de l'homme, et vérifie l'accord du droit de chaque État avec la Convention.

## Création
Elle tire son autorité de la Charte de l'Organisation des États américains (1948), de la Déclaration américaine des droits et des devoirs de l'homme (avril 1948) adoptée à la 9e Conférence pan-américaine, qui avait eu lieu à Bogota, et enfin de la Convention américaine relative aux droits de l'homme adoptée en 1969.
Créée en 1959, la CIDH a tenu sa première réunion en 1960, et sa première visite dans un État américain relatif à la situation des droits de l'homme a été effectué en République dominicaine en 1961. Le pouvoir de la CIDH s'est accru en 1965, lorsqu'elle reçut l'autorisation d'inspecter des cas spécifiques de violations des droits de l'homme. Depuis cette date, elle a examiné plus de 12 000 cas individuels.
En 1969, les principes de la Déclaration américaine des droits ont été repris et reformulés dans la Convention américaine relative aux droits de l'homme, qui a notamment institué la Cour interaméricaine des droits de l'homme. Vingt-quatre des 35 États membres de l'OEA ont ratifié cette Convention.
Les États-Unis et le Canada, estimant qu’elle viole leur souveraineté nationale ont toujours refusé de se soumettre à la juridiction de la CIDH et ne reconnaissent pas son autorité. La CIDH est néanmoins financée à hauteur de 80 % par le gouvernement américain, qui exerce une grande influence sur ses décisions.

## Fonctionnement
La CIDH a le pouvoir d'émettre des recommandations aux États de l'OEA en matière de droits de l'homme, ainsi que de demander des avis consultatifs à la Cour IDH, notamment à propos de l'interprétation de la Convention. Elle peut aussi se porter en justice devant cette dernière. Elle peut aussi exiger que les États prennent des mesures de précaution pour éviter des violations précises des droits de l'homme, dans des cas d'urgence.
Elle a trois rapporteurs spécifiques, l'un sur la liberté d'expression, l'autre sur les travailleurs migrants  leurs familles, et le dernier sur les droits des femmes.

### Soumission des pétitions
Voir la Procédure détaillée sur le site de la CIDH
Les États, les ONG et les individus ont le droit de déposer des pétitions devant la CIDH. Celle-ci  a un pouvoir d'investigation et d'enquête décide de les admettre comme recevable ou non. Le cas échéant, elle formule alors un rapport, connu sous le nom de rapport article 50, à l'État en question, qui émet quelques recommandations. Si celles-ci ne sont pas suivies dans un délai de deux mois,  alors la commission et elle seule pourra porter l'affaire devant la Cour inter-américaine des droits de l'homme.

## Cas spécifiques
La CIDH a enquêté sur de nombreux cas spécifiques de violations des droits de l'homme, dont:
- le massacre de Margarita Belén en 1976 (Argentine) ;
- le massacre de Plan de Sánchez et le massacre de Dos Erres en 1982 (Guatemala) ;
- le Caracazo en 1989 (au Venezuela) au cours de laquelle des centaines de personnes ont été tuées par les forces de l'ordre ;
- les meurtres de femmes de Ciudad Juárez depuis 1993 ;
- le cas de Lori Berenson (en) au Pérou ;
- la mort en 1993 de l'homme d'affaires haïtien Antoine Izméry.